# Kim Il-sungplein
Het Kim Il-sungplein is een in augustus 1954 geopend groot plein in het centrum van de Noord-Koreaanse hoofdstad Pyongyang en is genoemd naar de stichter van Noord-Korea; Kim Il-sung. Het plein is gelegen op de westoever van de Taedong, met een zichtas over de rivier heen naar de Juche-toren op de oostoever. De zichtas wordt aan elk van de einden afgestopt door een gebouw dat vrijwel even breed is als het plein. Het is qua grootte het dertigste plein ter wereld met een oppervlakte van 75.000 m², waardoor er bijeenkomsten gehouden kunnen worden voor 100.000 mensen.
Het plein heeft een grote culturele betekenis als plaats voor bijeenkomsten, dans en militaire parades. Noord-Koreaanse media benadrukken dit aspect.